# Часовникова кула
Вижте пояснителната страница за други значения на Часовникова кула.
Часовникова кула е кула, на която има поставен 1 или повече (често 4) часовника.
Тя може да бъде част от друга постройка (като кметство) или от комплекс постройки, но много от тях са самостоятелни сгради. Често камбанарии на църкви са едновременно и часовникови кули.
Часовниците на кулите обикновено отбелязват кръглите часове с камбанен звън или с кратка мелодия. Понякога на всеки час (обикновено денем) се показват фигури, изобразяващи известни персонажи.

## История
В миналото часовниковите кули играят важна роля, тъй като до средата на 20 век повечето хора нямат джобен или ръчен часовник. Кулите са изграждани в центровете на населените места и често са най-високите постройки в селищата.
По българските земи часовниковите кули се появяват през 14 век, като част от пътните станции (мензилханета). Вносът е осъществен от западноевропейци на служба в Османската империя. Впоследствие часовниците се превръщат в регулатор и на религиозните практики – мюсюлманската и християнската (манастирска). По онова време часовникови кули има в почти всеки български град. Монтирани са и в някои манастири – Рилски, Бачковски, Зографски. През 19 век градските часовници вече обикновено се използват за регулиране на дейностите в градските чаршии и затова на много места тяхното строителство се осъществява по инициатива на българските еснафи.

## Известни кули
Сред най-известните часовникови кули в света са Биг Бен на Уестминстърския дворец в Лондон и Спаската кула в Московския кремъл.
На 31 декември 2004 г. на върха на Двореца на науката и културата във Варшава, Полша са добавени 4 броя 6,3-метрови часовници и така сградата става най-високата „4-лицева“ и втората по височина часовникова кула в света. Сградата NTT DoCoMo Йогоги Билдинг със своите 240 метра е с 10 метра по-висока и е най-високата часовникова кула в света.

## Галерия
- Биг Бен, Лондон
- Спаска кула, Москва
- Дворец на културата и науката, Варшава
- Кулата Раджабай, Мумбай
- Църквата „Св. Николай“, Кожани
- Централната гара, Сидни
- Бирмингамски университет